# Lancia Beta
Lancia Beta är en personbil, tillverkad av den italienska biltillverkaren Lancia mellan 1972 och 1984.

## Bakgrund
Lancia Beta var den första modell som togs fram sedan Fiat tagit över företaget 1969. Den nya bilen ritades och konstruerades av Lancias egen stab och den enda komponent som hämtades från moderföretaget var motorn. Lancias konstruktörer försåg motorn med ett nytt cylinderhuvud. Betan var en för sin tid mycket modern bil, med framhjulsdrift och tvärställd motor, individuell hjulupphängning med skruvfjädrar runt om och skivbromsar på alla fyra hjulen.
Den avancerade konstruktionen gjorde bilen intressant och den sålde bra de första åren, men som så många andra sjuttiotals-bilar drabbades den svårt av rostproblem. Alla biltillverkare experimenterade med billig plåt av undermålig kvalitet, nya lacker och lackeringsmetoder, och rationaliserade bort rostskyddet. Lancia fick särskilt dåligt rykte, som tvingade företaget att dra sig tillbaka från viktiga marknader som USA, Storbritannien och de nordiska länderna.

## Motor
Motorerna hämtades från Fiat. Det var en DOHC-motor som konstruerats av Aurelio Lampredi och som tillverkades i ett flertal storlekar. De sista åren såldes en Volumex-variant av tvåliters-motorn, försedd med en mekanisk kompressor. Betan var den första Lancia som erbjöds med automatlåda som extrautrustning.
| Modell    | Årsmodell | Motor               | Cylindervolym | Effekt     | Bränslesystem                  |
| --------- | --------- | ------------------- | ------------- | ---------- | ------------------------------ |
| 1400      | 1972-74   | 4-cyl radmotor DOHC | 1438 cm³      | 90 hk      | Förgasare                      |
| 1600      | 1972-74   | 4-cyl radmotor DOHC | 1592 cm³      | 100-106 hk | Förgasare                      |
| 1800      | 1972-74   | 4-cyl radmotor DOHC | 1756 cm³      | 110-120 hk | Förgasare                      |
| 1300      | 1974-75   | 4-cyl radmotor DOHC | 1297 cm³      | 82 hk      | Förgasare                      |
| 1600      | 1975-84   | 4-cyl radmotor DOHC | 1585 cm³      | 100 hk     | Förgasare                      |
| 2000      | 1975-84   | 4-cyl radmotor DOHC | 1995 cm³      | 119 hk     | Förgasare                      |
| 1300      | 1976-79   | 4-cyl radmotor DOHC | 1301 cm³      | 85 hk      | Förgasare                      |
| 2000 i.e. | 1980-84   | 4-cyl radmotor DOHC | 1995 cm³      | 122 hk     | Bränsleinsprutning             |
| 2000 VX   | 1982-84   | 4-cyl radmotor DOHC | 1995 cm³      | 135 hk     | Bränsleinsprutning, kompressor |

## Berlina
Sedanversionen Berlina presenterades på Turinsalongen 1972. Den hade en ”fastback”-design, såsom modet föreskrev. 1975 fick bilen en lätt ansiktslyftning och motorprogrammet reviderades. 1979 reviderades bilen igen och 1980 ersattes den av Beta Trevi.
Produktionen uppgick till 194 900 Berlinor.

## Coupé
Coupé-versionen presenterades 1973 och byggde på en kortare hjulbas än Berlinan. De första åren lämnade motorerna lite högre effekt i den sportigare tvådörrarsbilen, annars var mekaniken identisk.
Produktionen uppgick till 113 600 Coupéer.

## Spyder
Pininfarina konstruerade en halvöppen variant av Coupén, kallad Spyder, men överlämnade åt Zagato att tillverka bilen. Spydern hade en targabåge tvärs över taket, men var försedd med en avtagbar lucka över framstolarna och en nedfällbar sufflett över baksätet.
Produktionen uppgick till 8 600 Spyder.

## HPE
På Genèvesalongen 1975 introducerades ännu en version: HPE, eller High Performance Estate. Det var närmast en tredörrars halvkombi-variant av Coupén. Till bagageutrymmets fromma byggde bilen på Berlinans längre hjulbas. En livsstilskombi, presenterad långt innan BMW och Audi påstod sig uppfunnit begreppet.
Produktionen uppgick till 71 300 HPE.

## Montecarlo
Se vidare under huvudartikeln Lancia Beta Montecarlo.

## Trevi
1980 hade modet för sedan-karosser skiftat från ”fastback”- tillbaka till ”three-box”-design. Pininfarina ritade ett nytt bakparti till Berlinan, med ett traditionellt utbyggt bagagerum. Bilen såldes först som Beta Trevi, men kallades den sista tiden endast Trevi.
Produktionen uppgick till 52 600 Trevi.
Se även:
- Lancia Trevi

## Bilder

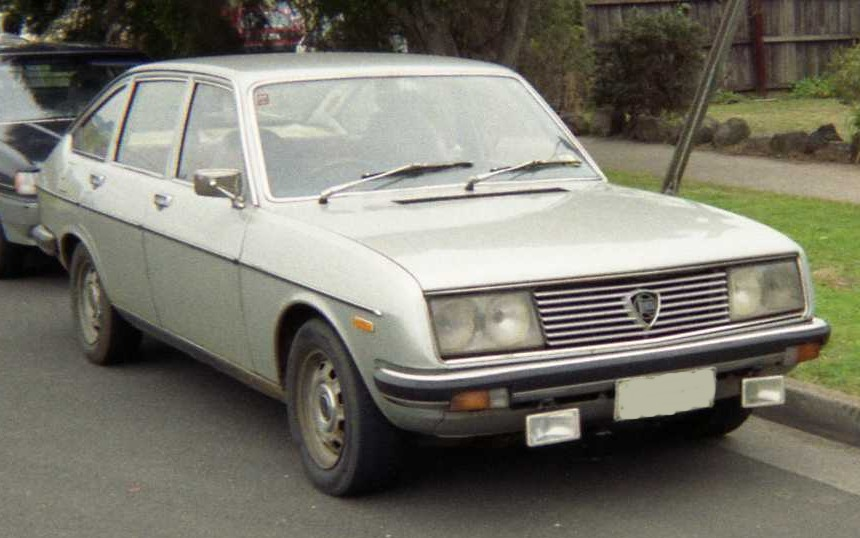
Berlina
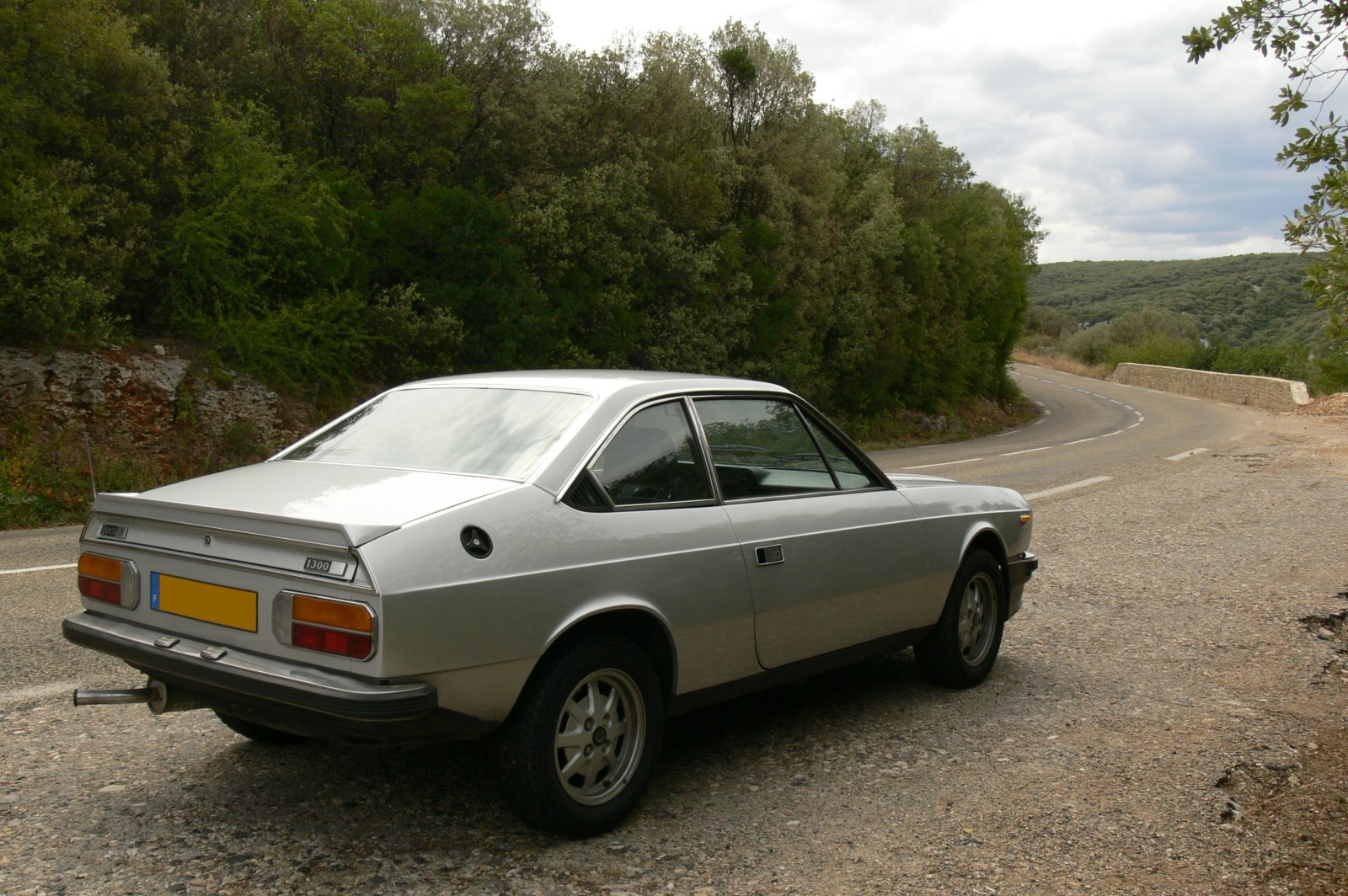
Coupé
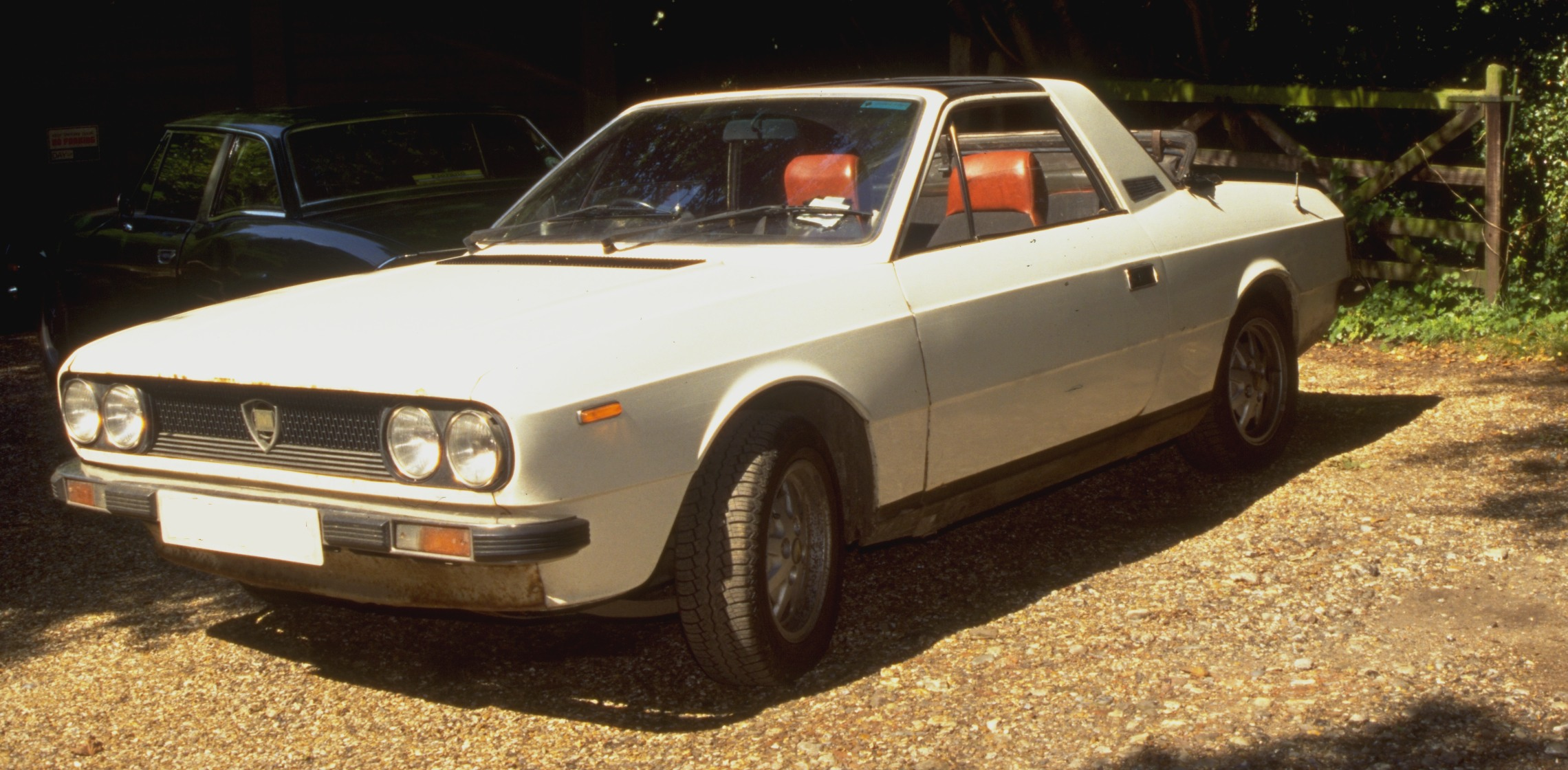
Spyder
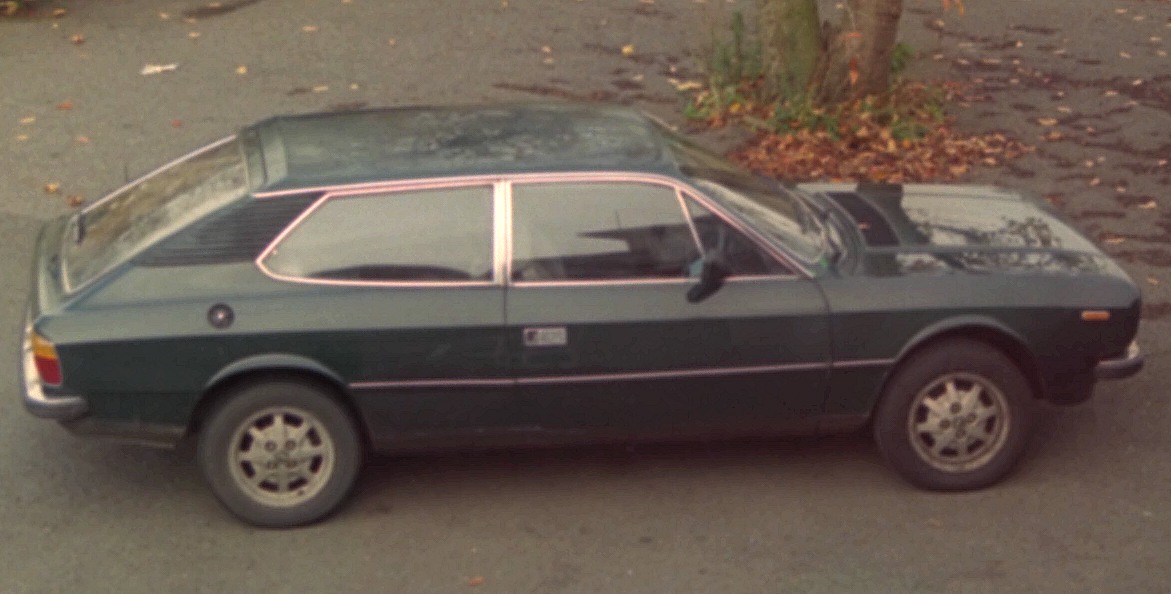
HPE
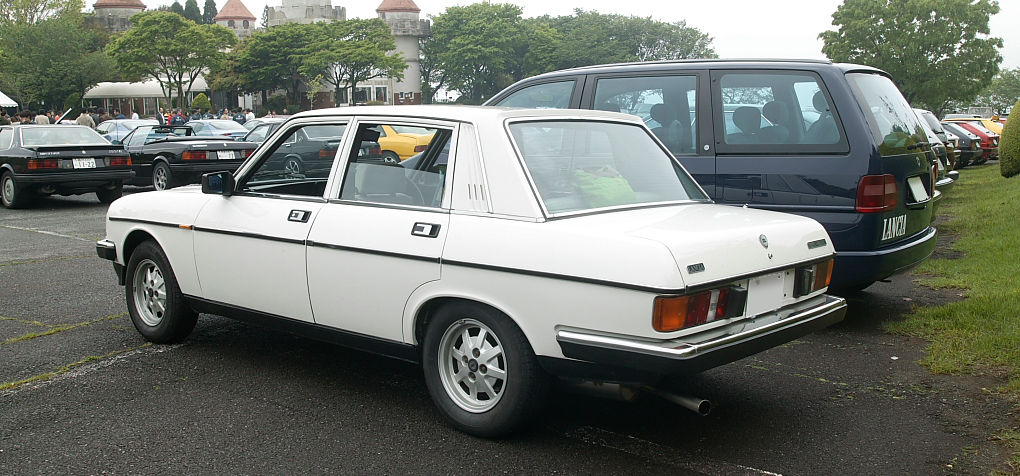
Trevi